# Perforowanie
Perforowanie (perforować)- czynność introligatorska, polegająca na wycinaniu otworów z arkusza (lub stosu arkuszy) papieru, kartonu, tektury lub innego podobnego podłoża, pożądanego kształtu wyrobu papierniczego lub poligraficznego. Do perforowania używa się wykrojników, pracujących na maszynie sztancującej.
Za pomocą perforowania można zarówno nadawać wyrobom odpowiednie kształty zewnętrzne, jak i wykonywać w nich otwory. Perforowanie jest przydatne przy materiałach których część ma być łatwa do oderwania dla użytkownika.